# Груа
Груа (фр. Île de Groix, брет. Groe) — небольшой остров в заливе Морбиан. Административно является коммуной, относящейся к бретанскому департаменту Морбиан.
Площадь 14,82 км² (8 на 3 км), население — 2234 чел.(2019), проживающая в поселениях Сен-Тюди и Локмарья. Остров расположен недалеко от Лорьяна, откуда несколько раз день ходят паромы. В ясную погоду с острова хорошо виден Бель-Иль. Центр острова во всю длину приподнят на 35-48 м над уровнем моря.
На острове распространены кролики и одичавшие кошки, реже встречаются жабы. Из птиц распространены фазаны. На берегах — множество морских птиц.

## Галерея

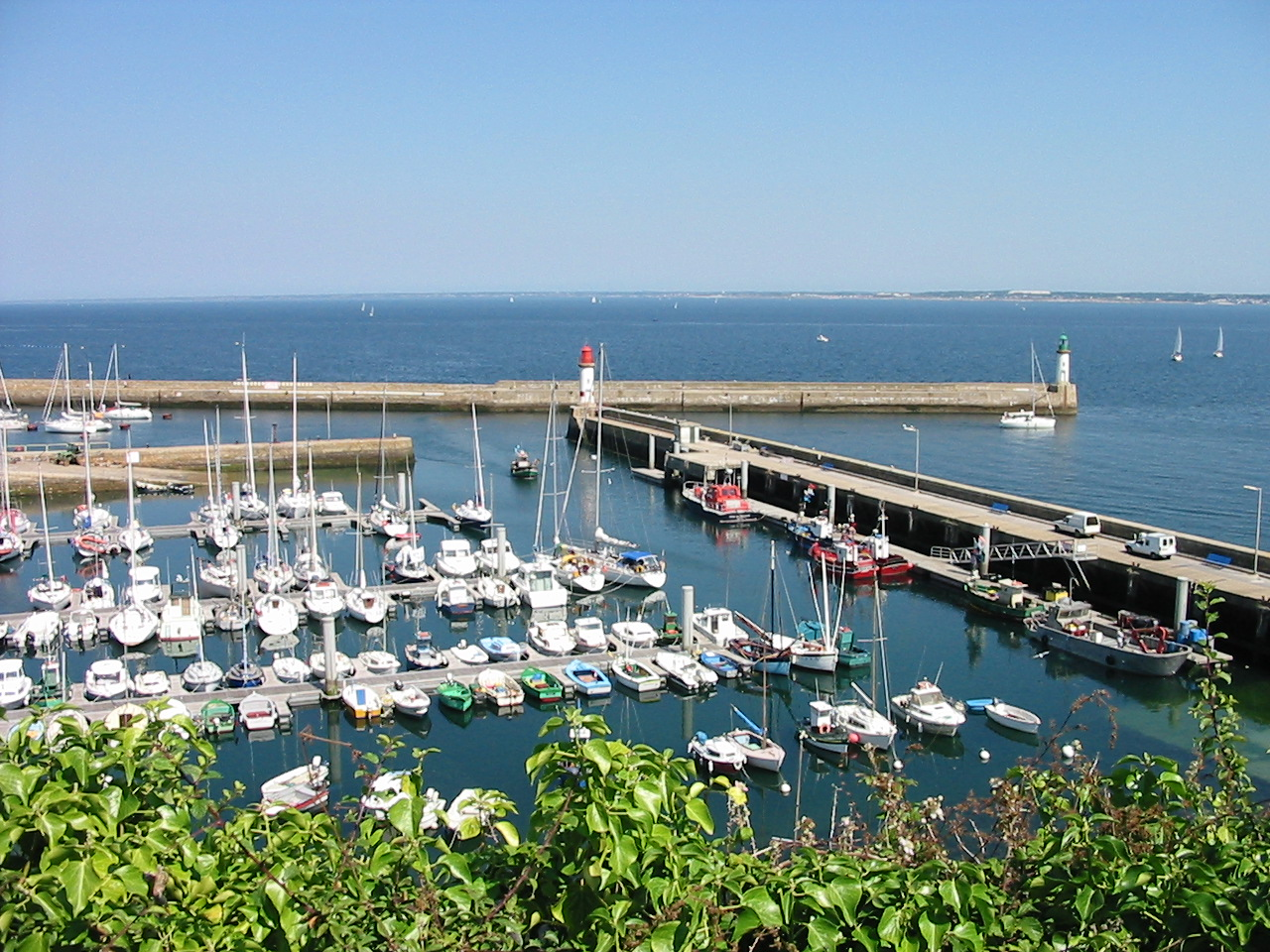
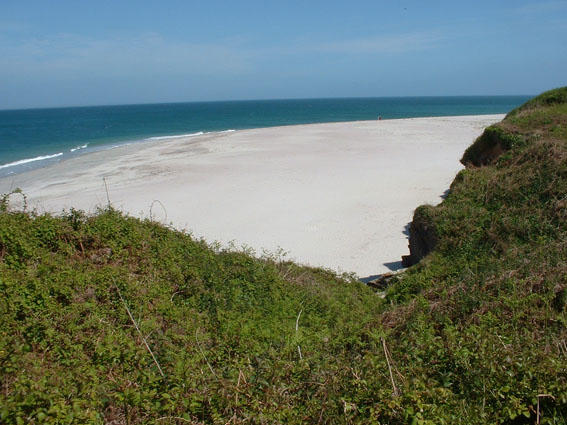
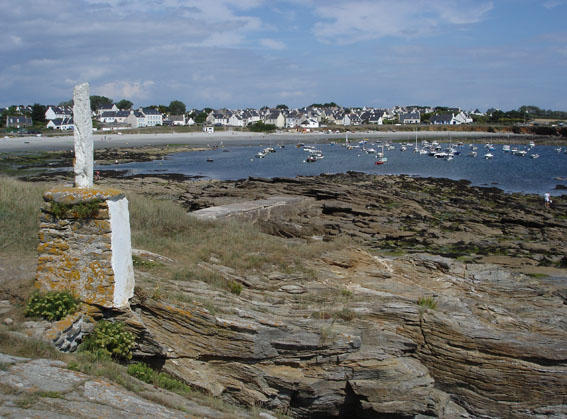
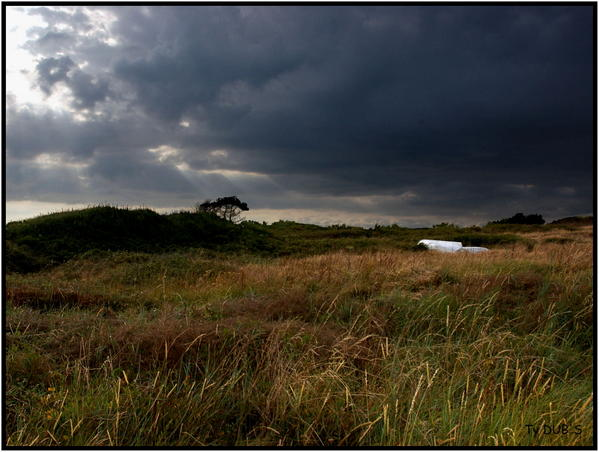